# Tẩy giun hàng loạt
Tẩy giun hàng loạt, còn được gọi là hóa trị liệu phòng ngừa, là quá trình điều trị một số lượng lớn người, đặc biệt là trẻ em, đối với bệnh giun sán (ví dụ giun sán truyền qua đất (STH)) và bệnh sán máng ở những khu vực có tỷ lệ mắc bệnh này cao. Nó liên quan đến việc đối xử với tất cả mọi người - thường là tất cả trẻ em đi học, sử dụng cơ sở hạ tầng hiện có để tiết kiệm tiền - thay vì thử nghiệm trước và sau đó chỉ điều trị có chọn lọc. Tác dụng phụ nghiêm trọng đã không được báo cáo khi dùng thuốc cho những người không có giun, và xét nghiệm nhiễm trùng đắt hơn nhiều lần so với điều trị. Vì vậy, với cùng một số tiền, tẩy giun hàng loạt có thể giúp nhiều người tiết kiệm chi phí hơn so với tẩy giun có chọn lọc. Tẩy giun hàng loạt là một ví dụ về sử dụng thuốc hàng loạt.
Tẩy giun hàng loạt ở trẻ em có thể được thực hiện bằng cách sử dụng mebendazole và albendazole là hai loại thuốc chống giun. Chi phí cung cấp một viên thuốc cứ sau sáu đến mười hai tháng cho mỗi đứa trẻ (liều thông thường) là tương đối thấp.
Hơn 870 triệu trẻ em có nguy cơ bị nhiễm giun ký sinh. Nhiễm giun cản trở sự hấp thu chất dinh dưỡng của trẻ; có thể dẫn đến thiếu máu, suy dinh dưỡng và suy giảm sự phát triển thể chất và tinh thần; và đe dọa nghiêm trọng đến sức khỏe, giáo dục và năng suất của trẻ em. Trẻ em bị nhiễm bệnh thường quá ốm yếu hoặc mệt mỏi để tập trung học ở trường, hoặc đơn giản là không đủ sức đến trường. Năm 2001, Hội đồng Y tế Thế giới đã đặt mục tiêu cho Tổ chức Y tế Thế giới (WHO) điều trị 75% trẻ em trong độ tuổi đến trường vào năm 2010  Đã có sự bất đồng về bằng chứng liên quan đến mức độ lợi ích lâu dài cho trẻ em là một phần của các chương trình tẩy giun hàng loạt. Những người ủng hộ tẩy giun hàng loạt cho rằng phương pháp nghiên cứu giảm giá trị của tẩy giun hàng loạt là sai lệch, quy mô mẫu nhỏ và các nghiên cứu không đánh giá tác động dài hạn tinh tế hơn. Do đó, họ cho rằng các nghiên cứu như vậy không nên được sử dụng một mình trong việc quyết định chính sách tẩy giun hàng loạt.
Một số tổ chức phi chính phủ đặc biệt hỗ trợ tẩy giun hàng loạt. The Deworm the World Initiative (một dự án của tổ chức phi chính phủ Evidence Action), Quỹ END, Sáng kiến kiểm soát bệnh sán máng và Sightsavers là một số tổ chức từ thiện được đánh giá cao nhất bởi nhà đánh giá quốc tế Givewell vì chi phí thấp cho trẻ em tẩy giun, thực hiện tẩy giun quy mô lớn, và lợi ích rộng hơn cho xã hội.